# Ennemond Faye
Ennemond Faye, né le 11 octobre 1862 à L'Arbresle dans le département du Rhône et mort le 1er novembre 1913 à Paris, est le fondateur de plusieurs compagnies de tramways en France et en Algérie. Il est associé dans son entreprise avec Alexandre Grammont. En 1905, le 19 novembre, Ennemond Faye a été nommé chevalier de la Légion d'honneur.

## Biographie
Ennemond Faye a été le promoteur, constructeur et concessionnaire des réseaux de tramways suivants:
- Dijon, le 18 août 1893,
- Angers, le 8 juillet 1895,
- Besançon, le 6 mai 1896,
- Limoges, le 9 mars 1897,
- Le Mans, le 9 décembre 1896
- Tramway de Saint Etienne en 1897
- Douai, le 26 septembre 1897,
- Oran, le  juin 1898,
- Avignon, le 8 octobre 1901;

Tous ces réseaux sont intégrés dans le groupe Les Exploitations électriques à partir de 1911, excepté celui d'Avignon.

## Distinctions
- Chevalier de la Légion d'honneur (1905).